# Sonntag sollst du sterben
Sonntag sollst du sterben ist ein US-amerikanischer Western von Roger Corman aus dem Jahr 1956.

## Handlung
Die skrupellose Saloonbesitzerin Erica Page kauft in einer Kleinstadt Land auf und ermordet die ehemaligen Besitzer, als sie mit dem Verkaufserlös die Stadt verlassen wollen, um sich das Geld zurückzuholen. Die Grundstücke plant sie an eine Eisenbahngesellschaft zu verkaufen. Die unerschrockene Rose Hood übernimmt das Sheriff-Amt ihres von Ericas Handlangern ermordeten Mannes, um der Verbrecherin das Handwerk zu legen. Erica beauftragt den Outlaw Cane Miro, ihr Rose vom Leibe zu halten. Cane, der zudem noch eine Rechnung mit dem in der Stadt lebenden ehemaligen Mayor Gideon Polk offen hat, verliebt sich in die ihm imponierende Rose, die wiederum seinem Charme erliegt. Doch keiner von beiden kann und will im Konflikt nachgeben, und so kommt es zu einem Duell, in dem Rose Cane tötet.

## Kritik
„Corman drehte diesen merkwürdigen kleinen Film, bevor er sich ganz dem Horror-Genre verschrieb. Die ungewöhnliche Geschichte hebt sich trotz einiger Schwächen deutlich von üblichen B-Westernstories ab.“

## Hintergrund
Regisseur Corman startete seine Filmkarriere mit einigen billig produzierten B-Western, von denen Sonntag sollst Du sterben der letzte war.
In Deutschland feierte der Film am 28. Juli 1961 Kinopremiere.